# Mégapode de Bernstein
Megapodius bernsteinii
Espèce
Statut de conservation UICN

 VU A2cde+3cde+4cde : Vulnérable
Le Mégapode de Bernstein (Megapodius bernsteinii) est une espèce d'oiseau de la famille Megapodiidae.

## Répartition
Il est endémique en Indonésie et ne se trouve que sur les îles Banggai et îles Sula.

## Habitat
Son habitat naturel est les forêts sèches subtropicales ou tropicales, les forêts humides, les mangroves, les zones de broussaille des plaines subtropicales ou tropicales.